# 井上堅二
井上堅二（日语：いのうえ けんじ，1980年—）為日本輕小說作家，出生於東京都，於北海道札幌市長大。
在2006年以《笨蛋，測驗，召喚獸》作品獲得第8屆「えんため大賞」編集部特別獎而成名。
在《笨蛋，測驗，召喚獸》第五集的後記提到，自己是以一個工業設計師身分來撰寫小說的。
2010年7月30日，於台灣的漫畫博覽會進行首次的海外簽名會。

## 作品

### Fami通文庫
- 輕小說 笨蛋，測驗，召喚獸 1~12集+短篇集3.5、6.5、7.5、9.5、10.5、12.5，已完結。中文版由尖端代理。
- 聯合創作文集2“文學少女”走在石像怪和笨蛋的階梯上（共著）
- Short storys Boy meets Girl in 3 minutes（共著）
- Lady!? Steady，GO!! 1集

### 電視動畫
- Fate/kaleid liner 魔法少女☆伊莉雅的劇本統籌
- GRAND BLUE碧藍之海

### 劇場版
- 劇場版 Fate/kaleid liner 魔法少女☆伊莉雅 雪下的誓言（2017年，系列構成）

## 漫畫原作
講談社
- GRAND BLUE碧藍之海（漫畫：吉岡公威，連載於《good！Afternoon》，單行本既刊24冊[1]）

## 外部連結
- 井上堅二的網誌（页面存档备份，存于）（日語）
- 井上堅二的X（前Twitter）